# Schepen van Woerden

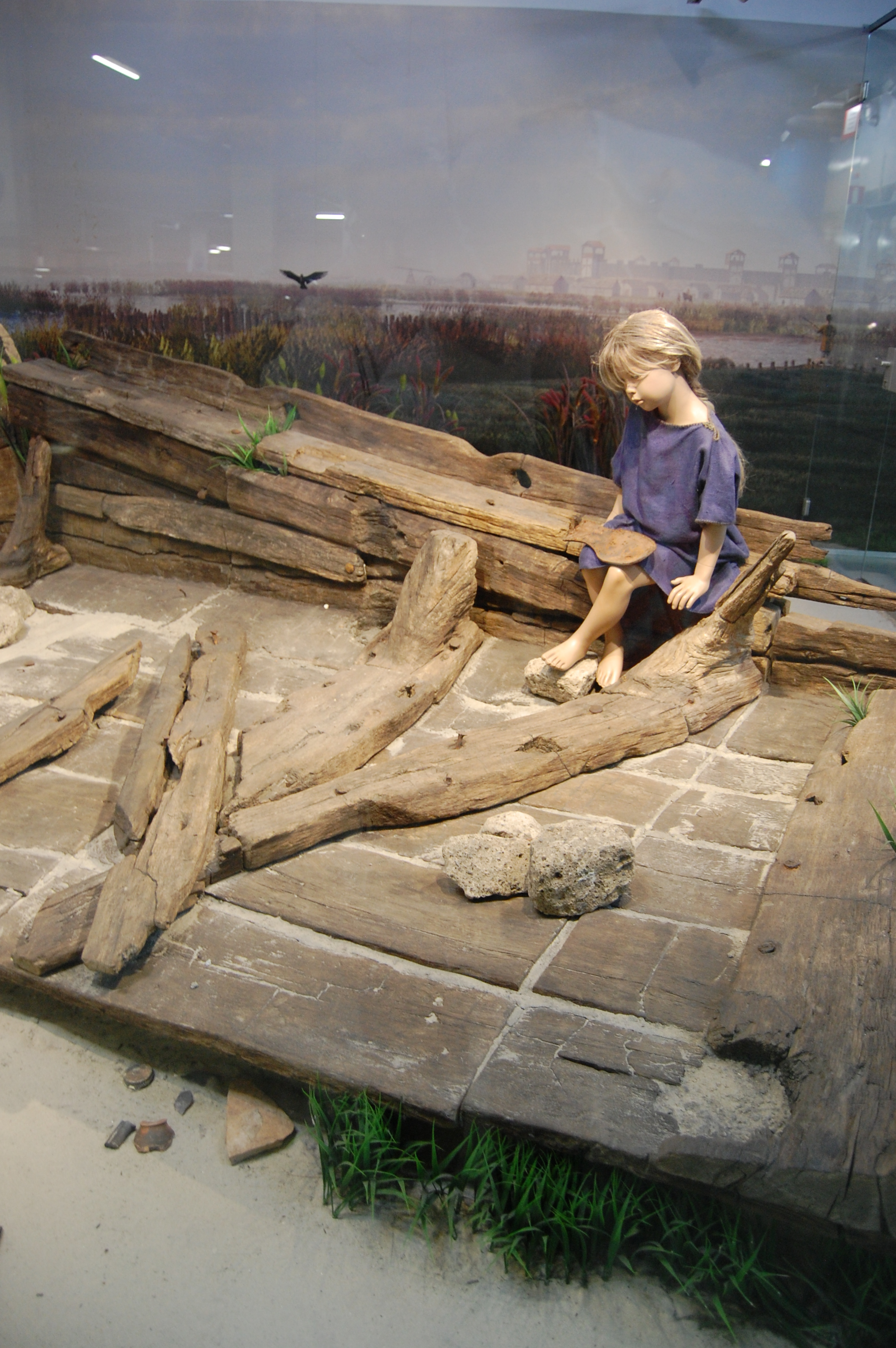
Het opgegraven achterschip van de Woerden 7, tentoongesteld in Parkeergarage Castellum.

Locatiekaart met alle gevonden Romeinse schepen in Woerden. In blauw de loop van de Rijn in de Romeinse tijd.

De schepen van Woerden zijn een aantal archeologische vondsten van houten vaartuigen in de Nederlandse stad Woerden. 
Woerden is voor archeologen tezamen met De Meern en Zwammerdam een van de belangrijkste plaatsen in Noordwest-Europa voor vondsten van schepen uit de Romeinse tijd onder andere omdat de rivier de Rijn en haar zijarmen er destijds doorheen stroomden en het Romeinse fort Laurium er was gelegen. De draslanden (wetlands) hebben daarbij voor een gunstige natuurlijke conservering gezorgd van de vergankelijke materialen, zoals hout, waarvan de schepen gemaakt zijn. 
De teruggevonden vaartuigen hebben ieder een nummering gekregen, voorafgegaan door de naam van deze stad als vindplaats.

## Woerden 1
De Woerden 1 betreft een Romeins graanschip dat in 1978 werd gevonden aan de Groenendaal. Vermoedelijk was het schip 25 meter lang en 3.65 meter breed. Aan boord werd een lading graan uit Zuid-België aangetroffen. Met jaarringonderzoek op het eikenhouten schip is vastgesteld dat het hout dateert uit 169 na Chr.

## Woerden 2/6
De Woerden 2/6 is een in 1988 aan de Oranjestraat voor het eerst aangetroffen Romeins vrachtschip van 3,10 meter breed en vermoedelijk 20 meter lang. Vanwege bodemverontreiniging uit de voormalige gasfabriek is het niet uitgebreid onderzocht. In 1998 werd aan de andere kant van de weg ook een deel van een schip gevonden dat eerst de Woerden 6 werd genoemd, uit later onderzoek bleek dat Woerden 2 en Woerden 6 twee delen van hetzelfde schip waren.

## Woerden 3
Bij de Woerden 2/6 werd in hetzelfde jaar de Woerden 3 gevonden. Het bleek te gaan om een Romeinse boomstamkano met verhoogde boordgangen die mogelijk 12 meter lang was.

## Woerden 4
In 1576 werden bij de aanleg van het Holle Bolwerk op de noordoosthoek van de stad (tegenwoordig Oude Algemene Begraafplaats Hogewal) de resten van een schip gevonden. De dijkgraaf van Groot-Waterschap van Woerden mr. Jan Meulman heeft de vondst in 1823 beschreven. De Leidse hoogleraar archeologie C.J.C. Reuvens vermoedde dat het vaartuig uit de Romeinse tijd stamde. Er zijn geen resten bewaard gebleven, de vondst staat nu bekend als Woerden 4.

## Woerden 5
Aan de Oranjestraat werd in 1988 tevens een grotendeels vergane kleine boomstamkano ontdekt die uit de Romeinse tijd komt. Mogelijk heeft de Woerden 5 als visbun gediend.

## Woerden 7

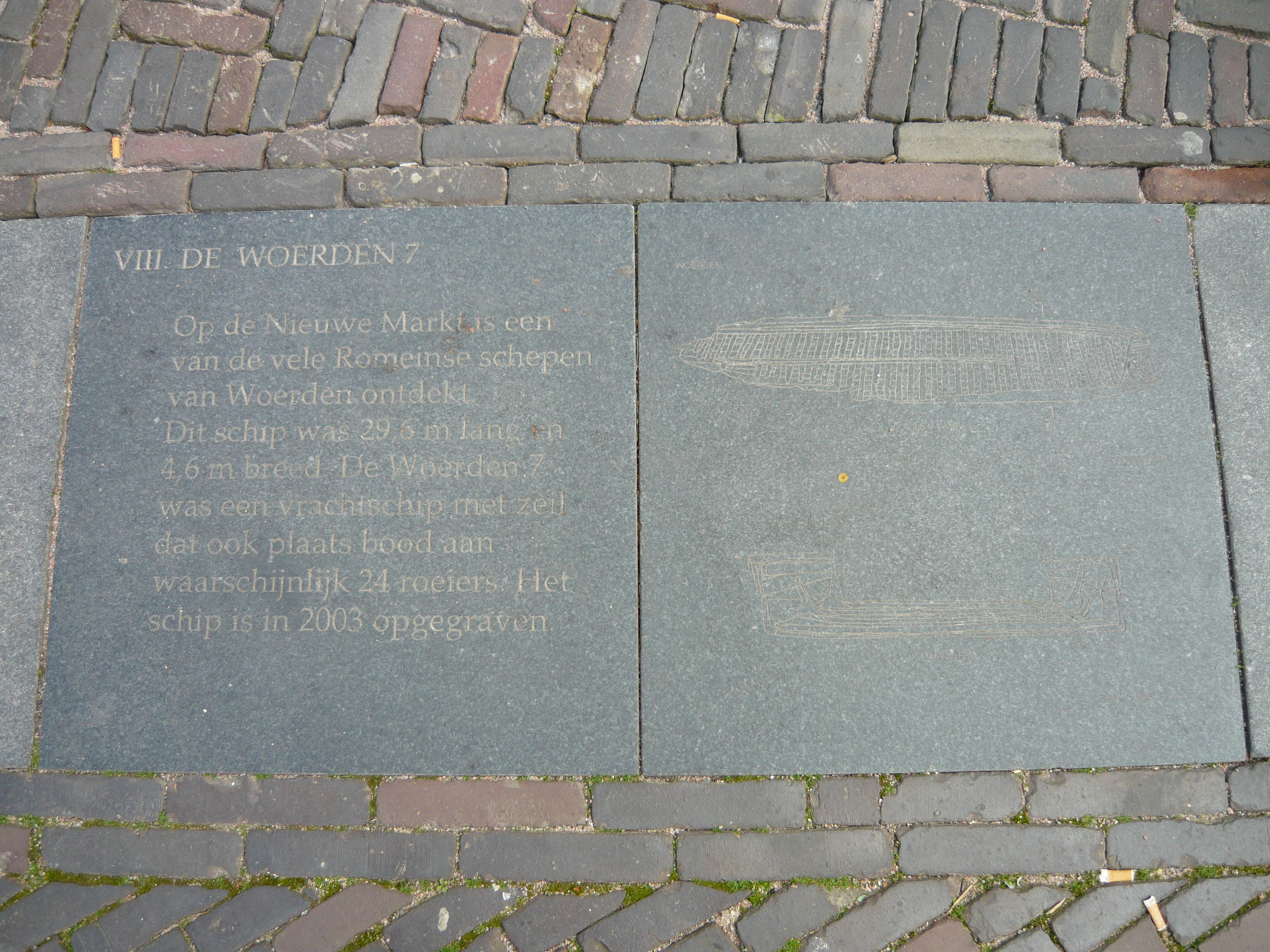
Plaquettes omtrent de Woerden 7 die zijn aangebracht in de bestrating ter hoogte van het voormalige castellum Laurium.

Tijdens opgravingen in 2003 werd het Romeinse vrachtschip Woerden 7 gevonden voorafgaand aan de bouw van een parkeergarage. Het bleek te gaan om een rivierplatbodem die gereconstrueerd 4.30 m breed en vermoedelijk bijna 30 meter lang was. Het ervoor gebruikte hout was afkomstig uit Duitsland en Nederland en dateert uit de winter van 162/163 n.Chr. Bijzonder aan het schip was dat het zowel gezeild als geroeid kon worden en dat aan boord meerdere leren schoenen werden aangetroffen. Het schip wordt sinds 2011 tentoongesteld in het Drive-In Museum in Woerden (parkeergarage Castellum).

## Woerden 8
De Woerden 7 bevatte een los spant dat niet bij dit schip behoorde en zodoende als nieuw schip, de Woerden 8, wordt gezien.